# Unité urbaine de Valenciennes (partie française)
L'unité urbaine de Valenciennes (partie française) est une unité urbaine française centrée sur la commune de Valenciennes, une des sous-préfectures du département du Nord au cœur de la quatrième agglomération urbaine du département, s'étendant depuis la vallée de l'Escaut jusqu'à la frontière avec la Belgique.
Cette vaste conurbation participe au côté de l'unité urbaine de Lille (partie française) à un ensemble métropolitain de plus de 3,5 millions d'habitants, appelé « Aire métropolitaine de Lille ».
Elle fait partie de la catégorie des très grandes agglomérations urbaines de la France, c'est-à-dire ayant plus de 200 000 habitants.

## Données générales
En 2010, selon l'INSEE, l'unité urbaine de Valenciennes est composée de 56 communes, toutes situées dans le département du Nord, s'étendant à la fois sur les arrondissements de Valenciennes et de Douai.
Dans le nouveau zonage de 2020, le périmètre est identique.
En 2022, avec 332 838 habitants , elle constitue la quatrième unité urbaine du département du Nord, se classant après celles de Lille (partie française) (1er rang départemental), de Douai-Lens et de Béthune, mais devançant les unités urbaines de Dunkerque (5e rang départemental) et de Maubeuge (partie française) (6e rang départemental).
Dans la région Hauts-de-France où elle se situe, elle occupe le 4e rang régional se situant après les unités urbaines de Lille (partie française) (1er rang régional), de Douai-Lens (2e rang régional) et de Béthune (3e rang régional).
En 2022, sa densité de population qui s'élève à 756 hab/km2 en fait une unité urbaine densément peuplée aussi bien dans le département du Nord que dans la région des Hauts-de-France.
Comme les unités urbaines de Lille (partie française) et de Maubeuge (partie française), il s'agit d'une agglomération frontalière avec la Belgique. C'est en effet par les petites villes frontalières de Crespin et de Quiévrechain que la vaste agglomération de Valenciennes est attenante à la Belgique, notamment avec les communes belges de Quiévrain et de Hensies.
Par sa superficie, elle représente 7,66 % du territoire départemental, étant une agglomération très étendue avec ses 440 km2 mais, par sa population, elle regroupe près de 12,72 % de la population du département du Nord en 2022.

Agglomérations de plus de 100000 habitants en France en 2022.

## Composition 2020 de l'unité urbaine
Elle est constituée des 56 communes suivantes :
| Nom                         | Code Insee | Département | Statut       | Superficie (km2) | Population (dernière pop. légale) | Densité (hab./km2) | Modifier                                    |
| --------------------------- | ---------- | ----------- | ------------ | ---------------- | --------------------------------- | ------------------ | ------------------------------------------- |
| Valenciennes (ville-centre) | 59606      | Nord        | ville-centre | 13,82            | 42 979 (2022)                     | 3 110              | modifier les données · modifier les données |
| Abscon                      | 59002      | Nord        | banlieue     | 7,27             | 4 160 (2022)                      | 572                | modifier les données · modifier les données |
| Aniche                      | 59008      | Nord        | banlieue     | 6,52             | 10 001 (2022)                     | 1 534              | modifier les données · modifier les données |
| Anzin                       | 59014      | Nord        | banlieue     | 3,64             | 13 417 (2022)                     | 3 686              | modifier les données · modifier les données |
| Auberchicourt               | 59024      | Nord        | banlieue     | 7,12             | 4 626 (2022)                      | 650                | modifier les données · modifier les données |
| Aubry-du-Hainaut            | 59027      | Nord        | banlieue     | 4,32             | 1 715 (2022)                      | 397                | modifier les données · modifier les données |
| Aulnoy-lez-Valenciennes     | 59032      | Nord        | banlieue     | 6,12             | 7 125 (2022)                      | 1 164              | modifier les données · modifier les données |
| Bellaing                    | 59064      | Nord        | banlieue     | 3,42             | 1 315 (2022)                      | 385                | modifier les données · modifier les données |
| Beuvrages                   | 59079      | Nord        | banlieue     | 3,00             | 6 791 (2022)                      | 2 264              | modifier les données · modifier les données |
| Bouchain                    | 59092      | Nord        | banlieue     | 12,39            | 4 054 (2022)                      | 327                | modifier les données · modifier les données |
| Bruay-sur-l'Escaut          | 59112      | Nord        | banlieue     | 6,70             | 11 584 (2022)                     | 1 729              | modifier les données · modifier les données |
| Bruille-lez-Marchiennes     | 59113      | Nord        | banlieue     | 4,33             | 1 345 (2022)                      | 311                | modifier les données · modifier les données |
| Condé-sur-l'Escaut          | 59153      | Nord        | banlieue     | 18,40            | 9 297 (2022)                      | 505                | modifier les données · modifier les données |
| Crespin                     | 59160      | Nord        | banlieue     | 9,94             | 4 541 (2022)                      | 457                | modifier les données · modifier les données |
| Denain                      | 59172      | Nord        | banlieue     | 11,52            | 20 622 (2022)                     | 1 790              | modifier les données · modifier les données |
| Douchy-les-Mines            | 59179      | Nord        | banlieue     | 9,20             | 10 112 (2022)                     | 1 099              | modifier les données · modifier les données |
| Écaillon                    | 59185      | Nord        | banlieue     | 4,00             | 1 883 (2022)                      | 471                | modifier les données · modifier les données |
| Émerchicourt                | 59192      | Nord        | banlieue     | 5,11             | 813 (2022)                        | 159                | modifier les données · modifier les données |
| Erre                        | 59203      | Nord        | banlieue     | 5,88             | 1 576 (2022)                      | 268                | modifier les données · modifier les données |
| Escaudain                   | 59205      | Nord        | banlieue     | 9,97             | 9 060 (2022)                      | 909                | modifier les données · modifier les données |
| Escautpont                  | 59207      | Nord        | banlieue     | 5,78             | 4 174 (2022)                      | 722                | modifier les données · modifier les données |
| Famars                      | 59221      | Nord        | banlieue     | 4,73             | 2 459 (2022)                      | 520                | modifier les données · modifier les données |
| Fenain                      | 59227      | Nord        | banlieue     | 5,78             | 5 533 (2022)                      | 957                | modifier les données · modifier les données |
| Fresnes-sur-Escaut          | 59253      | Nord        | banlieue     | 11,77            | 7 473 (2022)                      | 635                | modifier les données · modifier les données |
| Haulchin                    | 59288      | Nord        | banlieue     | 5,13             | 2 307 (2022)                      | 450                | modifier les données · modifier les données |
| Hélesmes                    | 59297      | Nord        | banlieue     | 7,36             | 1 905 (2022)                      | 259                | modifier les données · modifier les données |
| Hergnies                    | 59301      | Nord        | banlieue     | 10,75            | 4 471 (2022)                      | 416                | modifier les données · modifier les données |
| Hérin                       | 59302      | Nord        | banlieue     | 4,48             | 4 176 (2022)                      | 932                | modifier les données · modifier les données |
| Hordain                     | 59313      | Nord        | banlieue     | 5,66             | 1 448 (2022)                      | 256                | modifier les données · modifier les données |
| Hornaing                    | 59314      | Nord        | banlieue     | 8,95             | 3 522 (2022)                      | 394                | modifier les données · modifier les données |
| Lieu-Saint-Amand            | 59348      | Nord        | banlieue     | 5,11             | 1 464 (2022)                      | 286                | modifier les données · modifier les données |
| Lourches                    | 59361      | Nord        | banlieue     | 2,65             | 3 756 (2022)                      | 1 417              | modifier les données · modifier les données |
| Maing                       | 59369      | Nord        | banlieue     | 11,68            | 3 970 (2022)                      | 340                | modifier les données · modifier les données |
| Marly                       | 59383      | Nord        | banlieue     | 8,04             | 11 980 (2022)                     | 1 490              | modifier les données · modifier les données |
| Masny                       | 59390      | Nord        | banlieue     | 7,12             | 4 028 (2022)                      | 566                | modifier les données · modifier les données |
| Neuville-sur-Escaut         | 59429      | Nord        | banlieue     | 4,74             | 2 759 (2022)                      | 582                | modifier les données · modifier les données |
| Oisy                        | 59446      | Nord        | banlieue     | 2,57             | 695 (2022)                        | 270                | modifier les données · modifier les données |
| Onnaing                     | 59447      | Nord        | banlieue     | 12,97            | 8 567 (2022)                      | 661                | modifier les données · modifier les données |
| Petite-Forêt                | 59459      | Nord        | banlieue     | 4,55             | 5 058 (2022)                      | 1 112              | modifier les données · modifier les données |
| Prouvy                      | 59475      | Nord        | banlieue     | 4,41             | 2 202 (2022)                      | 499                | modifier les données · modifier les données |
| Quarouble                   | 59479      | Nord        | banlieue     | 12,27            | 3 141 (2022)                      | 256                | modifier les données · modifier les données |
| Quiévrechain                | 59484      | Nord        | banlieue     | 4,71             | 6 078 (2022)                      | 1 290              | modifier les données · modifier les données |
| Raismes                     | 59491      | Nord        | banlieue     | 33,31            | 12 140 (2022)                     | 364                | modifier les données · modifier les données |
| Rieulay                     | 59501      | Nord        | banlieue     | 7,29             | 1 226 (2022)                      | 168                | modifier les données · modifier les données |
| Rœulx                       | 59504      | Nord        | banlieue     | 4,02             | 3 767 (2022)                      | 937                | modifier les données · modifier les données |
| Rouvignies                  | 59515      | Nord        | banlieue     | 3,25             | 658 (2022)                        | 202                | modifier les données · modifier les données |
| Saint-Saulve                | 59544      | Nord        | banlieue     | 12,06            | 11 121 (2022)                     | 922                | modifier les données · modifier les données |
| Saultain                    | 59557      | Nord        | banlieue     | 6,45             | 2 526 (2022)                      | 392                | modifier les données · modifier les données |
| La Sentinelle               | 59564      | Nord        | banlieue     | 3,89             | 3 140 (2022)                      | 807                | modifier les données · modifier les données |
| Somain                      | 59574      | Nord        | banlieue     | 12,32            | 11 902 (2022)                     | 966                | modifier les données · modifier les données |
| Thiant                      | 59589      | Nord        | banlieue     | 8,39             | 2 963 (2022)                      | 353                | modifier les données · modifier les données |
| Trith-Saint-Léger           | 59603      | Nord        | banlieue     | 6,87             | 6 062 (2022)                      | 882                | modifier les données · modifier les données |
| Vicq                        | 59613      | Nord        | banlieue     | 3,92             | 1 472 (2022)                      | 376                | modifier les données · modifier les données |
| Vieux-Condé                 | 59616      | Nord        | banlieue     | 11,06            | 10 455 (2022)                     | 945                | modifier les données · modifier les données |
| Wallers                     | 59632      | Nord        | banlieue     | 20,89            | 5 618 (2022)                      | 269                | modifier les données · modifier les données |
| Wavrechain-sous-Denain      | 59651      | Nord        | banlieue     | 2,37             | 1 606 (2022)                      | 678                | modifier les données · modifier les données |

## Évolution démographique
| 1968    | 1975    | 1982    | 1990    | 1999    | 2006    | 2011    | 2016    | 2022    |
| ------- | ------- | ------- | ------- | ------- | ------- | ------- | ------- | ------- |
| 363 647 | 363 568 | 349 334 | 335 977 | 334 569 | 333 323 | 334 739 | 335 422 | 332 838 |

Dans les limites de l'agglomération urbaine définies par l'INSEE en 2020, l'évolution démographique de l'unité urbaine de Valenciennes se caractérise par une baisse jusque vers 1990, puis une stabilisation depuis cette date.